# John Newton

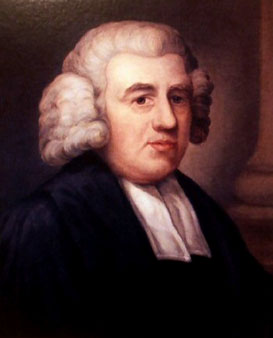
John Henry Newton, Jr.

John Henry Newton, Jr. (* 24. Juli 1725 in London; † 21. Dezember 1807 ebenda) war ein Verfasser geistlicher Lieder. Ursprünglich Sklavenhändler, sprach er sich ab 1778 gegen die Sklaverei aus. Als Priester gründete er die Gemeinschaft der Clapham Saints, eine christliche Gruppe politisch einflussreicher Anglikaner um William Wilberforce, die einen maßgeblichen Einfluss auf die Abschaffung der Sklaverei im Vereinigten Königreich hatte.

## Leben
Newton fuhr bis 1742 mit seinem Vater zur See. Im Februar 1744 wurde er durch eine Presspatrouille der Admiralität für die Marine zwangsrekrutiert. Auf dem Kriegsschiff Harwich erlebte er im September 1744 die Kaperung des französischen Schiffes Solide. Nachher diente er u. a. auf dem Sklavenschiff Levant als Steward. Nach einer schweren Erkrankung (sehr wahrscheinlich Malaria) hatte er sich 1745 im späteren Sierra Leone eingerichtet und führte dort ein „sündhaftes Leben“. Danach war er als Passagier auf der Greyhound vor der Küste Afrikas.
Nach einer bedrohlichen Überfahrt im Jahre 1748 bekehrte er sich am 10. Mai desselben Jahres zum Christentum. Er stieg auf folgenden Sklavenfahrten vom Ersten Maat bis zum Kapitän auf und unternahm als solcher drei Fahrten mit der Schnau Duke of Argyle und African. Dabei wurden mindestens 450 Menschen verschleppt. Infolge eines Schlaganfalls, gab er auf ärztlichen Rat hin die Seefahrt und somit den Sklavenhandel auf. Für die Abschaffung der Sklaverei setzte er sich erstmals 30 Jahre später ein.
Ab August 1755 nahm er eine Stelle als Tidensachverständiger beim Zollhaus Liverpool an. 1762 berichtete er in Briefen an den Baptisten-Pastor John Fawcett von seiner Hinwendung zum christlichen Glauben. Am 29. April 1764 wurde er zum Diakon geweiht und im Juni zum anglikanischen Priester (Church of England) ordiniert. Seine weit beachtete Biographie erschien im August 1764.
Zusammen mit dem Dichter William Cowper dichtete Newton mehrere geistliche Lieder. Sein bekanntestes Lied Amazing Grace (dt.: erstaunliche Gnade) entstand im Dezember 1772, als Newton Vortragsreihen über die Pilgerreise zur seligen Ewigkeit von John Bunyan hielt und die Neujahrspredigt des Jahres 1773 zu 1 Chr 17,16  vorbereitete. Darin beschreibt er u. a. seine Errettung als eine von Gott erwiesene Gnade. Im Juli 1779 wurde Amazing Grace in den 428 Seiten umfassenden Olney-Hymnen veröffentlicht, deren Lieder alle von Newton und Cowper stammen.
1763 schrieb Newton das Buch A Review of Ecclesiastical History, in dem er sich kritisch zum Kolonialismus äußert:

„Uns wird von Kindesbeinen an beigebracht, jene zu bewundern, die in der Sprache der Welt grosse Kapitäne und Eroberer genannt werden, weil sie darauf brannten, Mord und Schrecken in jeden Teil des Globus zu tragen und durch die Entvölkerung von Ländern ihre eigenen Namen zu verherrlichen, während der Geist der Grossherzigkeit des heiligen Paulus fast überhaupt keine Beachtung findet.“